# Partido de la Libertad de Alemania
El Partido de la Libertad de Alemania (en alemán: Freiheitliche Partei Deutschlands, FP Deutschlads) fue un partido político alemán, con asociaciones estatales en Sajonia y Sajonia-Anhalt.

## Programa
El partido era compatible con la democracia liberal, el Estado de Derecho, y la diversidad de las formas democráticas de expresión. En su programa de 10 puntos incluía el fortalecimiento de la democracia directa, la reducción del número de estados federados y el tamaño de los parlamentos, además del "mantenimiento de la cultura y tradiciones populares". El partido defendía el derecho de asilo por persecución política, pero sostenía que el "abuso de asilo" debía ser evitado. Apoyaba la promoción de formas alternativas de producción agrícola. También sostenía que la aplicación económica de la ingeniería genética no es necesaria en la actualidad.

## Historia
Desde la fundación del partido en 1994, el presidente del mismo fue John Hertrampf, doctor en Economía y Filosofía, exprofesor en la Universidad Técnica de Dresde, exmiembro de la Deutsche Volksunion y autor de varias publicaciones de orientación ultraderechista.
A mediados de enero de 2006, los diputados del Parlamento Regional Sajón Jürgen Schön y Klaus Baier, hasta ese momento miembros del NPD, se unieron al FP. Ambos volvieron al NPD en poco tiempo, sin embargo.
Desde octubre de 2006, el partido era miembro de la Alianza de Partidos y Organizaciones Democráticas, en la que Hertrampf actuó como uno de los tres portavoces junto a Heinz Hörter (HMF Offensive e.V) y Kay Hanisch (STATT Partei). En febrero de 2011, el FP Deutschlands participó en la fundación de la alianza electoral Pro Sachsen. El presidente del partido, Hertrampf, también fue presidente de esta alianza.
El 21 de diciembre de 2015, los documentos del partido fueron retirados de la colección oficial del Escrutador Federal (órgano electoral de Alemania) de conformidad con el artículo 2, párrafo 2, oración 1. De acuerdo con esta norma legal, el FPD había perdido su personería jurídica como partido en ese momento, luego de no presentarse a una elección con candidaturas propias durante seis años.

## Elecciones
En las elecciones federales de Alemania de 1998, el partido presentó un candidato directo en la circunscripción de Ludwigsburg (Baden-Württemberg), el cual recibió 131 votos. En 1999 participó en las elecciones estatales en Sajonia, donde recibió 988  votos (0,1%). En las elecciones estatales de Sajonia-Anhalt de 2006, recibió el 0,1% de los votos. Participó además en las elecciones estatales de Sajonia de 2009 y recibió el 0,1% (1.535 votos).  Sólo en Kamenz, Hoyerswerda, Großenhain y Leipzig, donde el partido tiene asociaciones locales activas, el porcentaje de votos fue superior al 1 %.
El partido tuvo mandatos municipales en la ciudad de Thiendorf, donde en las elecciones locales de 2004 alcanzó el 18,7 por ciento de los votos, y en las elecciones locales de 2009 el 15,4 por ciento de los votos, obteniendo dos escaños y siendo la tercera fuerza política en el lugar. En las elecciones locales de 2014 el partido no participó, perdiendo su representación. También contó con un escaño en el consejo de Riesa-Großenhain entre 2004 y 2008, ya que en la elección del consejo en 2004 alcanzó el 1,9 por ciento de los votos.